# La Mosca
La Mosca (en coréen : 라모스카) est un chungnyun manhwa de Kang Hyung-Kyu, prépublié dans le magazine Young Champ et publié par l'éditeur Daewon C.I. en sept volumes reliés sortis entre juin 2008 et juin 2010. La version française a été éditée par Ki-oon en sept tomes sortis entre juin 2009 et mars 2011.

## Liste des volumes
| no | Coréen          | Coréen        | Français          | Français          |
| no | Date de sortie  | ISBN          | Date de sortie    | ISBN              |
| -- | --------------- | ------------- | ----------------- | ----------------- |
| 1  | 15 juin 2008    | 9788925229171 | 11 juin 2009      | 978-2-35592-073-8 |
| 2  | 30 septembre 8  | 9788925233567 | 28 août 2009      | 978-2-35592-088-2 |
| 3  | 15 février 2009 | 9788925240596 | 26 novembre 2009  | 978-2-35592-111-7 |
| 4  | 16 juin 2009    | 9788925245980 | 25 février 2010   | 978-2-35592-131-5 |
| 5  | 30 octobre 2009 | 9788925251738 | 22 avril 2010     | 978-2-35592-150-6 |
| 6  | 31 janvier 2010 | 9788925255866 | 23 septembre 2010 | 978-2-35592-202-2 |
| 7  | 30 juin 2010    | 9788925263267 | 24 mars 2011      | 978-2-35592-253-4 |

### Édition coréenne
Daewon C.I.
1. 1 2  (ko) « Tome 1 ».
2. 1 2  (ko) « Tome 2 ».
3. 1 2  (ko) « Tome 3 ».
4. 1 2  (ko) « Tome 4 ».
5. 1 2  (ko) « Tome 5 ».
6. 1 2  (ko) « Tome 6 ».
7. 1 2  (ko) « Tome 7 ».

### Édition française
Ki-oon
1. 1 2  (fr) « Tome 1 ».
2. 1 2  (fr) « Tome 2 ».
3. 1 2  (fr) « Tome 3 ».
4. 1 2  (fr) « Tome 4 ».
5. 1 2  (fr) « Tome 5 ».
6. 1 2  (fr) « Tome 6 ».
7. 1 2  (fr) « Tome 7 ».